# Canton (Kansas)
Pour les articles homonymes, voir Canton (homonymie).
Canton est une ville américaine située dans le comté de McPherson, au Kansas. Selon le recensement de 2020, sa population est de 685 habitants.